# M.Cherlopalli, Bagepalli
M.Cherlopalli là một làng thuộc tehsil Bagepalli, huyện Chikkaballapur, bang Karnataka, Ấn Độ.